# Lijst van nationale parken in Duitsland

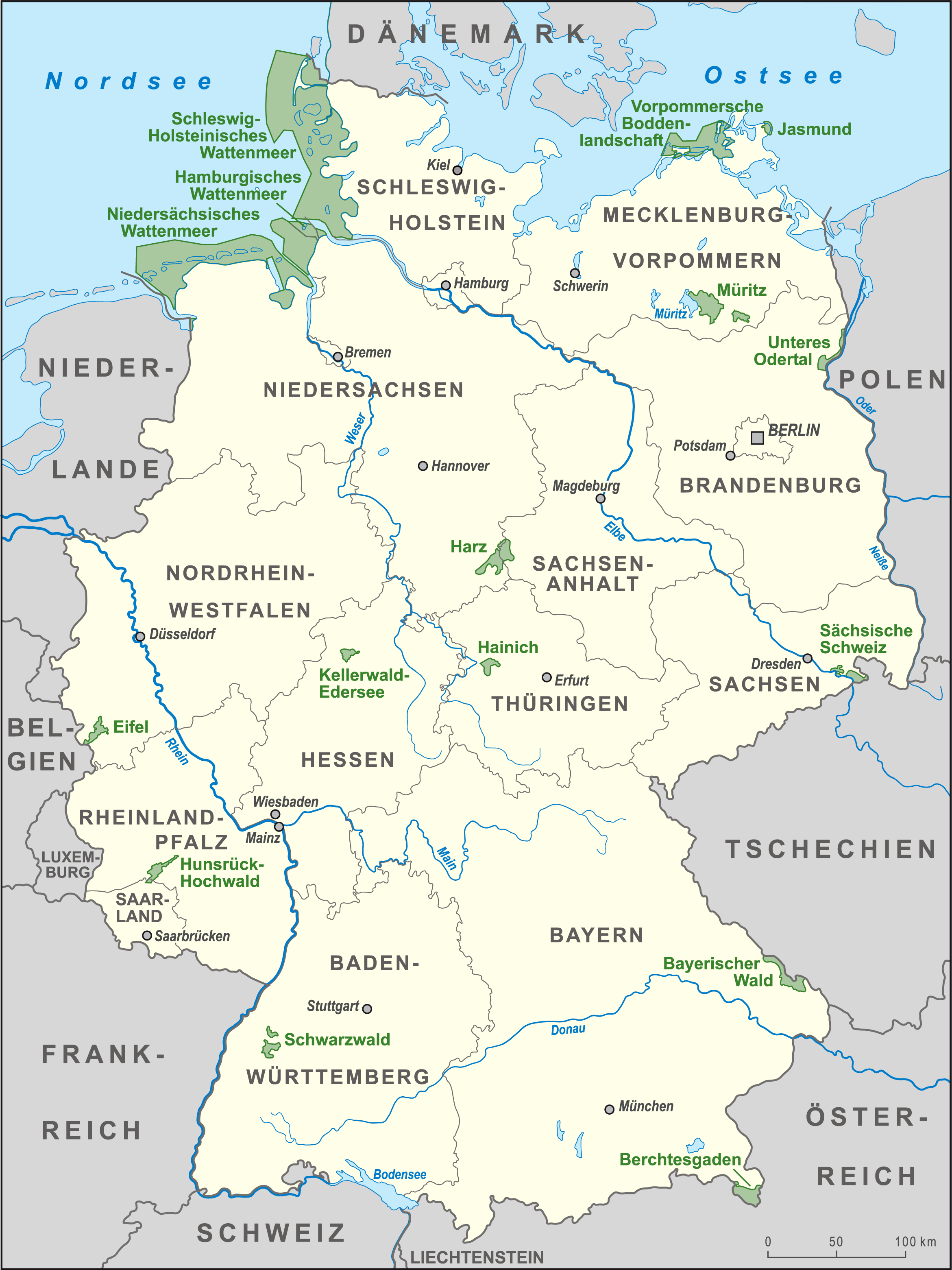
Kaart van de nationale parken in Duitsland

In Duitsland zijn 16 natuurgebieden tot nationaal park uitgeroepen. Zij hebben een gezamenlijke oppervlakte van bijna 950.000 ha (ongeveer 2,65 % van het grondgebied). Er zijn ook plannen voor een nationaal park Ostsee in Sleeswijk-Holstein en voor een tweede nationaal park in Noordrijn-Westfalen. Nationale parken zijn niet hetzelfde als de zestigtal natuurparken (Naturpark), die eerder overeenkomen met een landschapspark.
| Nationaal Park Bayerischer Wald Begin: 1970 Oppervlakte: 24.250 ha (voor 1997: 13.042 ha)                                      |
| Nationaal Park Berchtesgaden Begin: 1978 Oppervlakte: 21.000 ha                                                                |
| Nationaal Park Eifel Begin: 2004 Oppervlakte: 11.000 ha                                                                        |
| Nationaal Park Hainich Begin: 1997 Oppervlakte: 7.600 ha                                                                       |
| Nationaal Park Hamburgisches Wattenmeer Begin: 1990 Oppervlakte: 13.750 ha                                                     |
| Nationaal Park Harz Begin: 1994 Oppervlakte: 24.700 ha (voor 2005: 15.800 ha)                                                  |
| Nationaal Park Jasmund Begin: 1990 Oppervlakte: 3.000 ha                                                                       |
| Nationaal Park Kellerwald-Edersee (deel van het 406 km² grote Natuurpark Kellerwald-Edersee) Begin: 2004 Oppervlakte: 5.724 ha |
| Nationaal Park Müritz Begin: 1990 Oppervlakte: 32.000 ha                                                                       |
| Nationaal Park Niedersächsisches Wattenmeer Begin: 1986 Oppervlakte: 240.000 ha                                                |
| Nationaal Park Sächsische Schweiz Begin: 1990 Oppervlakte: 9.292 ha                                                            |
| Nationaal Park Schleswig-Holsteinisches Wattenmeer Begin: 1985 Oppervlakte: 441.000 ha                                         |
| Nationaal Park Unteres Odertal Begin: 1990 Oppervlakte: 32.884 ha                                                              |
| Nationaal Park Vorpommersche Boddenlandschaft Begin: 1990 Oppervlakte: 80.500 ha                                               |
| Nationaal Park Schwarzwald Begin: 2014 Oppervlakte: 10.062 ha                                                                  |
| Nationaal Park Hunsrück-Hochwald Begin: 2015 Oppervlakte: 10.141 ha                                                            |